# Baronía de Rocafort de Queralt

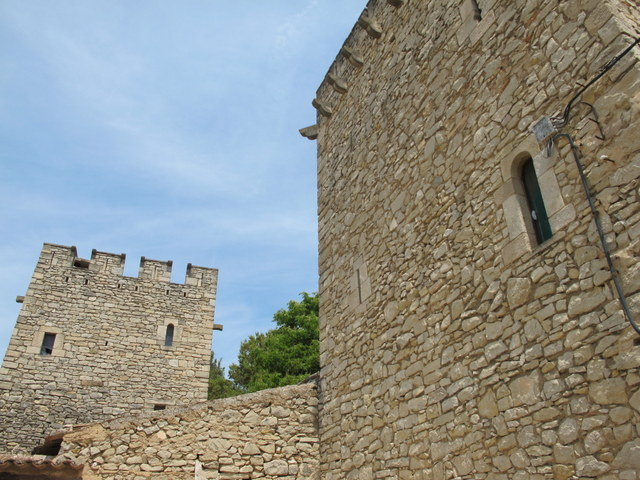
Castillo de Rocafort de Queralt.

Escudo del municipio de Rocafort de Queralt, que mantiene la corona de barón.

La Baronía de Rocafort de Queralt es un título nobiliario  español, concretamente de la Corona de Aragón, creado el año 1370 por el rey Pedro IV de Aragón y III conde de Barcelona (el Ceremonioso, o el del Puñalito), a favor de Dalmau de Queralt y de Rocabertí, quien obtuvo por venta del rey la jurisdicción sobre el Castillo de Rocafort de Queralt y la baronía.
El título fue revalidado -que no creado- el 18 de abril de 1747 por  Fernando VI, a beneficio de Antonio de Armengol y de Aymerich, quien ya lo era desde 1732, cuando falleció su padre, el XIV barón. 
En efecto, no se trata de una nueva creación del título, pues el Real Despacho de Revalidación de 1747 reconoce la existencia previa de la baronía. Dice textualmente: «principalmente del Título de Varón sobre el lugar de Rocafort de Queralt, que possehéis en dicho Principado [...] que se os perdió el Real Despacho de Varón quedando, no obstante, siempre esta honrosa memoria en todos vuestros antecessores y en vos hasta hoy; Que la Audiencia de dicho Principado, aunque siempre havia dado este Título y tratamiento a vuestra Casa, parece que últimamente quiso mostrar en ella algún escrúpulo por lo que suplicasteis a S.M. [...] mandar que dicha Real Audiencia en manera alguna innovase en perjuicio de vos y de vuestra casa en el tratamiento que siempre se le ha dado de Varón de Rocafort de Queralt, antes bien, que se os continuase en adelante; dignándose, así mismo, revalidar, confirmar y de nuevo concederos dicho Título [...]», donde de nuevo concederos significa conceder otra vez pues ya se ha reconocido su anterior existencia, la cual se revalida en este documento.
La denominación del título hace referencia al apellido del beneficiario y a su castillo, situado en la población de Rocafort de Queralt (en la provincia de Tarragona, Cataluña).
El actual titular, desde 1995, es Rafael Cirera y Oller, XXII barón de Rocafort de Queralt.

## Barones de Rocafort de Queralt
|                                                                           | Titular                                                                   | Periodo                                                                   |
| Creación por el rey Pedro IV de Aragón y III conde de Barcelona, en 1370. | Creación por el rey Pedro IV de Aragón y III conde de Barcelona, en 1370. | Creación por el rey Pedro IV de Aragón y III conde de Barcelona, en 1370. |
| ------------------------------------------------------------------------- | ------------------------------------------------------------------------- | ------------------------------------------------------------------------- |
| I                                                                         | Dalmau de Queralt y de Rocabertí                                          | 1370-1387                                                                 |
| II                                                                        | Jorge de Queralt y de Perellós                                            | 1387-1414                                                                 |
| III                                                                       | Elionor de Queralt y de Perellós                                          | 1414-1432                                                                 |
| IV                                                                        | Francisco Gilabert de Centelles y de Queralt                              | 1480-1514                                                                 |
| V                                                                         | Serafín de Centelles y Jiménez de Urrea                                   | 1480-1514                                                                 |
| VI                                                                        | Juan de Armengol                                                          | 1514-1516                                                                 |
| VII                                                                       | Juan Salvi de Armengol y Ponç                                             | 1516-?                                                                    |
| VIII                                                                      | Juan de Armengol y de Terré                                               | ?-1573                                                                    |
| IX                                                                        | Francisco de Armengol y de Cardona                                        | 1573-?                                                                    |
| X                                                                         | Jeronio de Armengol y de Cardona                                          | ?-1609                                                                    |
| XI                                                                        | Guiomar de Armengol y de Macip                                            | 1609-1676                                                                 |
| XII                                                                       | Jerónima de Armengol y de Macip                                           | 1676-?                                                                    |
| XIII                                                                      | José de Armengol-Prado y de Serra                                         | ?-1684                                                                    |
| XIV                                                                       | Antonio de Armengol y de Agulló                                           | 1684-1732                                                                 |
| Revalidación por el rey Fernando VI en 1747                               |                                                                           |                                                                           |
| XV                                                                        | Antonio de Armengol y de Aymerich                                         | 1732-1764                                                                 |
| XVI                                                                       | 'Gertrudis de Armengol y Despujol                                         | 1764-1805                                                                 |
| XVII                                                                      | Ramón Luis de Peguera y de Armengol                                       | 1805-                                                                     |
| XVIII                                                                     | José María de Peguera y de Amat                                           | ?-1805                                                                    |
| XIX                                                                       | María Manuela de Peguera y de Pedrolo                                     | 1854-1881                                                                 |
| XX                                                                        | Fernando de Alemany y Milá                                                | Rehabilitado en 1930-1954                                                 |
| XXI                                                                       | Fernando de Alemany y Cot                                                 | 1954-1981                                                                 |
| XXII                                                                      | Rafael Cirera y Oller                                                     | 1995- actual titular                                                      |

No obstante lo anterior, a partir de 1787  es de obligado cumplimiento la obtención de Real Carta de Sucesión tras producirse la vacante por defunción del antiguo titular. Algunos de los barones de la lista anterior no efectuaron dicho trámite, en concreto los números XVII, XVIII, XIX y XXI, los cuales no se les puede considerar legalmente como barones, aunque lo fueron en el trato social y en los documentos que les mencionan. Por ejemplo, el número XXI, Fernando de Alemany y Cot, aparece como III barón de Rocafort de Queralt en el Anuario genealógico y heráldico (Madrid: 1959-61), y fue siempre conocido como barón por sus amistades.